# Doris Morales
Doris Perla Morales Martínez (Fray Marcos, 25 de septiembre de 1959) es una abogada y jueza uruguaya, que se desempeña como ministra de la Suprema Corte de Justicia desde el 8 de febrero de 2022 y como presidenta de la misma por el período anual 2023.

## Biografía

### Primeros años y educación
Nació en Fray Marcos, Departamento de Florida, pero creció en Bolívar, Canelones. Se graduó como abogada de la Facultad de Derecho de la Universidad de la República, y realizó estudios post-universitarios en el Centro de Estudios Judiciales del Uruguay (CEJU) para ingresar a la magistratura de 1988 a 1989, siendo la primera egresada que es designada en el máximo órgano jurisdiccional uruguayo.

### Carrera
Ingresó al Poder Judicial en 1989, en el cargo de Jueza Letrada en Paysandú. En 1994 ocupó el cargo de Jueza Letrada en Las Piedras y un año más tarde tomó posesión como Jueza Letrada de Familia en Montevideo. En 2003 fue designada para el Tribunal de Apelaciones de Trabajo. También ejerce la docencia universitaria.
Morales ocupó la vacante que había dejado el Dr. Luis Tosi Boeri tras su retiro el 27 de octubre de 2021. Debido a que transcurrieron 90 días desde esa fecha sin haber una designación por parte de la Asamblea General, Morales, que era la miembro de los Tribunales de Apelaciones con más antigüedad en su cargo fue automáticamente designada para el cargo, de acuerdo a lo establecido en el Artículo 236 de la Constitución de la República. Asumió como ministra de la Suprema Corte de Justicia el 8 de febrero de 2022, tras jurar el cargo ante la Asamblea General, y de esta manera, por primera vez el mayor tribunal del país tuvo una integración mayormente femenina, al ser acompañada por las Dras. Bernadette Minvielle Sánchez y Elena Martínez Rosso. El 1 de febrero de 2023 asumió la presidencia del organismo para el período 2023, sucediendo a John Pérez Brignani. El 1 de febrero de 2024 fue sucedida en dicho rol por la ministra Elena Martínez Rosso.